# Hippoporina lineolifera
Hippoporina lineolifera är en mossdjursart som först beskrevs av Walter Douglas Hincks 1886.  Hippoporina lineolifera ingår i släktet Hippoporina och familjen Bitectiporidae. Inga underarter finns listade i Catalogue of Life.